# Partito Democratico Cristiano
Il Partito Democratico Cristiano è stato un partito politico italiano fondato nel 2000 da Flaminio Piccoli, impossibilitato a presentare le liste della Democrazia Cristiana alle elezioni amministrative.

## Storia
Presentatasi per la prima volta in occasione delle elezioni regionali del 2000, presentando all'interno della coalizione di centrodestra: nel Lazio sostiene Francesco Storace e in Puglia Raffaele Fitto.
Anche alle elezioni politiche del 2001, il PDC sostiene la coalizione della Casa delle Libertà, e lo stesso Vito viene eletto deputato per Forza Italia, il partito di Silvio Berlusconi, all'interno del quale il PDC confluisce nel 2002.

### La ricostituzione
Nel corso del 2004 il partito riprende la propria autonomia per opera dell'ex presidente della regione Abruzzo Anna Nenna D'Antonio, che affida la presidenza del rinato partito a Clelio Darida. Pochi mesi dopo la segreteria del partito viene assunta dall'ex ministro Giovanni Prandini. Nel febbraio 2006 il PDC annuncia l'intento di presentare liste autonome svincolate dai poli alle elezioni politiche di aprile. Tuttavia il nome e il simbolo del partito vengono ricusati dal Ministero dell'Interno all'atto di presentazione. In seguito a questa decisione il PDC decide di sostenere (seppur solo esternamente) il partito Democrazia Cristiana di Giuseppe Pizza che si presenta nella coalizione dell'Unione di centrosinistra insieme con la Lista Consumatori.

### Il progetto del PPE italiano
Dopo le elezioni il partito mantiene una posizione ufficialmente esterna ai poli, promuovendo un dialogo proficuo con tutte le componenti di ispirazione neo-democristiana sparse negli schieramenti. In particolare il partito manifesta un rapporto privilegiato con l'UDEUR di Clemente Mastella. Obiettivo dichiarato è puntare alla costituzione di una convincente forza democratico cristiana che unisca tutte le componenti politiche italiane riconducibili al Partito Popolare Europeo. In questo contesto si colloca l'iniziativa, varata nel novembre 2006, di aderire unitamente ad altri movimenti neo-centristi all'effimera Federazione democristiana.

### Il congresso
Il 16 dicembre 2006 si svolge il congresso del partito che riconferma Prandini nella carica di segretario, al termine di un'assise intitolata "Democristiani: il percorso continua per una Federazione di Centro". Il leader del PDC ribadisce la collocazione del partito al centro degli schieramenti, come alternativa rispetto ai due poli, e manifesta interesse per la nuova collocazione assunta dall'UDC di Pier Ferdinando Casini.
(Giovanni Prandini)
Ancora nel febbraio 2007, il PDC stabilisce un asse privilegiato con gli altri soggetti situati al centro dei poli (Democrazia Cristiana  di Pizza, Rifondazione DC di Publio Fiori e Democrazia Cristiana di Angelo Sandri).

### L'alleanza con l'Unione di Centro
Nel 2008, in occasione delle elezioni politiche, il Partito Democratico Cristiano aderisce all'iniziativa di un polo di centro promossa da UDC ed altri movimenti a sostegno della Candidatura di Casini.

### Elezioni del 2013
In occasione delle elezioni politiche del 2013 decide di dare indicazione di voto per la coalizione di centro-destra guidata da Silvio Berlusconi, criticando la scelta dell'UdC di allearsi con Scelta Civica di Mario Monti.

### La confluenza in Forza Italia
Il 23 novembre 2013 il presidente Giovanni Prandini annuncia la confluenza del Partito Democratico Cristiano nella rinata Forza Italia di Silvio Berlusconi.

## Valori
È scritto nella presentazione del partito:
- Il PDC si pone in continuità totale con la DC. Lo statuto del PDC è lo stesso della nostra DC, con la scelta federale, partito nazionale come somma dei partiti regionali, e con l'abolizione degli americanismi introdotti con l'elezione diretta del segretario e del presidente e con il rifiuto delle primarie, ripristinando il metodo democratico, riportando negli organi collegiali eletti dai congressi la definizione della linea politica e attrezzando il partito quale strumento di selezione della classe dirigente, nella garanzia della pluralità delle opinioni e della loro legittimità all'interno del PDC e nelle proiezioni istituzionali dello stesso.